# Biserica de lemn din Butimanu
Biserica de lemn din Butimanu este un monument istoric aflat pe teritoriul satului Butimanu, comuna Butimanu.